# Баламутов Олександр Дмитрович
Баламутов Олександр Дмитрович (1904 , Ханжонкове, Область Війська Донського  — 1979 або серпень 1979 , Москва ) — начальник 7-го (таємно-шифрувального) відділу ГУГБ НКВД СРСР, підполковник внутрішньої служби (1957).

## Ранні роки
Народився в російській сім'ї селянина (пізніше батько був робітником-гірником). У ВКП(б) з червня 1926. Освіту отримав в радпартшколі 2-го ступеня Курської губернії з вересня 1923 по вересень 1925, Московському електротехнічному інституті з березня 1931 по березень 1934.
Працював на шахті в Ханженково Макіївського району з червня 1917 по травень 1918. Сільськогосподарський робітник на станції Польова Курської губернії з червня 1918 по серпень 1919. Працював в господарстві батьків з серпня 1919 по квітень 1920. Голова і секретар Колодненського волосного комітету РКСМ в Курській губернії з квітня 1920 по квітень 1922. Секретар, голова сільради Курського повіту Курської губернії з квітня 1922 по вересень 1923. Інструктор Білгородського повітового комітету РЛКСМ з вересня по листопад 1925. Інструктор, заступник завідувача агітаційно-пропагандистським відділом Білгородського ВКП(б) з листопада 1925 по вересень 1927. Відповідальний секретар Корочанського волосного комітету ВКП(б) з вересня 1927 по грудень 1928. Відповідальний інструктор, заступник завідувача організаційним відділом окружного комітету Єлецького ВКП(б) з грудня 1928 по жовтень 1929. Відповідальний секретар Липецького міського комітету ВКП(б) з жовтня 1929 по травень 1930. Заступник директора Дерюгинського цукрового комбінату з червня 1930 по березень 1931. Начальник політичного відділу Старинського бурякорадгоспу Куйбишевської області з березня 1934 по січень 1937.

## В органах
В органах НКВД почав стажуватись в 3-му відділі ГУГБ НКВД СРСР з січня 1937 по 23 квітня 1937, потім заступник начальника 1-го відділення 3-го відділу ГУГБ НКВД СРСР до 14 грудня 1937. Секретар партійного комітету ГУГБ НКВД СРСР з 14 грудня 1937 по червень 1938. Начальник 3-го спеціального відділення НКВД СРСР з 28 березня 1938 по 29 вересня 1938. Начальник 7-го відділу ГУГБ НКВД СРСР з 29 вересня 1938 по 8 квітня 1939. З 21 липня 1939 по квітень 1941 керував Ухтижемлагом, при цьому був начальником Управління Ухто-Іжемського ВТТ і комбінату НКВД з 8 квітня 1939 по 8 травня 1941. Начальник будівельного управління Західного фронту з 6 червня по серпень 1941. Начальник будівництва № 1001 і ВТТ НКВД з 26 серпня 1941 по 26 січня 1942. Начальник ділянки № 1 промислової колонії УВТТіК УНКВД Свердловської області з лютого 1942 по квітень 1946.

## На пенсії
Пенсіонер в Москві з квітня по жовтень 1946.
Працював старшим інженером в гірничо-технічній інспекці. Головний фахівець Державного комітету РМ РРФСР з координації науково-дослідних робіт з серпня 1962 по грудень 1965.
Персональний пенсіонер республіканського значення з квітня 1966.